# Okres Kiskunmajsa
Okres Kiskunmajsa (maďarsky Kiskunmajsai járás) je okres v Maďarsku v župě Bács-Kiskun. Jeho správním centrem je město Kiskunmajsa.

## Sídla
V okrese se nachází celkem 6 měst a obcí.
Města
- Kiskunmajsa

Obce
- Csólyospálos
- Jászszentlászló
- Kömpöc
- Móricgát
- Szank